# Asteron hunti
Asteron hunti är en spindelart som beskrevs av Rudy Jocqué och Baehr 200. Asteron hunti ingår i släktet Asteron och familjen Zodariidae. Inga underarter finns listade.